# Esther Kenworthy Waterhouse
Esther Kenworthy Waterhouse, nacida como Esther Maria Kenworthy, (Ealing, 5 de octubre de 1857 – Faversham,15 de diciembre de 1944) fue una artista británica que expuso sus pinturas de flores en la Real Academia de Arte de Londres y en otros lugares.

## Trayectoria
Waterhouse era hija de James Lees Kenworthy, un artista y maestro de escuela de Ealing, en el oeste de Londres y Elizabeth, una maestra de escuela. Se casó con su compañero y artista John William Waterhouse en la iglesia parroquial de Ealing, en 1883, y desde entonces utilizó el nombre de Esther Kenworthy Waterhouse. Inicialmente, vivían en una colonia artística especialmente construida en Primrose Hill, donde las casas tenían estudios. Alrededor de 1900, se mudaron a St John's Wood. Waterhouse exhibió sus pinturas de flores en la Royal Academy y con la Royal Society of British Artists en Londres.
Waterhouse está enterrada, junto con su esposo, en el cementerio de Kensal Green, y su retrato es ahora propiedad de Sheffield City Art Galleries.